# Bradysia caldaria
Bradysia caldaria är en tvåvingeart som först beskrevs av Joseph Albert Lintner 1895.  Bradysia caldaria ingår i släktet Bradysia och familjen sorgmyggor. Inga underarter finns listade i Catalogue of Life.